# Колхи

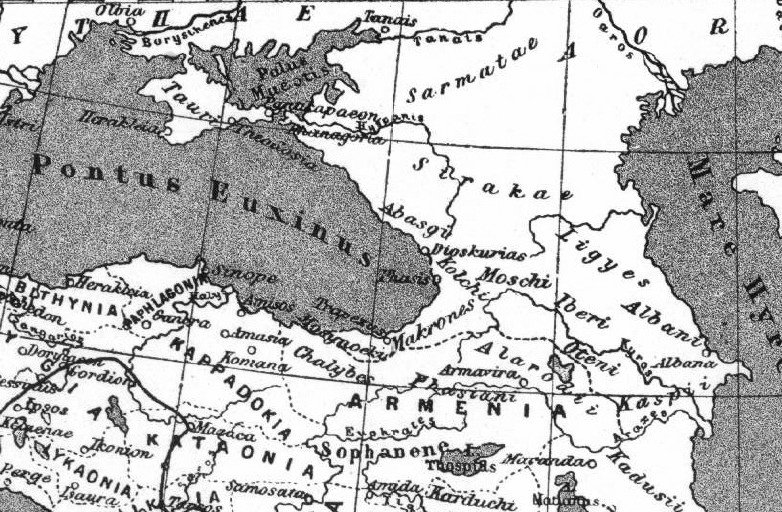
Колхи (Kolchi) на карте Кавказа (черноморское побережье)

Ко́лхи (груз. კოლხები; др.-греч. Κόλχος) — собирательное название племён, обитавших на территории юго-восточного и восточного Причерноморья в древности. Согласно современным нарративам, эти племена имеют картвельское (грузинское) происхождение .

## Происхождение
Античные историки Геродот и Диодор Сицилийский выводили колхов от остатков войска древнеегипетского фараона Сесостриса и говорили об их схожести с египтянами по обычаям и языку., однако современная историческая наука на основании археологических и лингвистических материалов опровергает это мнение, бытовавшее в древности среди античных авторов, и указывает на местное, то есть мегрельско-лазское происхождение колхов.
Геродот, несколько раз упоминая колхов («История», I, 2; I, 104;  II, 104;  IV, 37;  VII, 79), не упоминает иберов — предок грузин. Можно возразить, что Геродот один раз упоминает Иберию («История», I, 163) и один раз — иберов («История», VII, 165), однако он в первом случае говорит о Древней Испании, во втором случае – о древних жителях Испании. Даже тогда, когда иберы появились на арене истории, их различали от других племён Кавказа.  Историограф Фест одновременно упоминает кавказских албанцев, иберов, боспорцев, колхов (Albanis, Iberos, Bosporanos, Colchos; Festus, Breviarium rerum gestarum Populi Romani, 20). Похожее есть и у Страбона: он одновременно упоминает и Иберию, и колхов («География», XI, 5, 6).

## История
В урартских надписях VIII века до н. э. сообщалось о том, что первым объединением местных племён стала Колха.
В VI веке до н. э. здесь было создано Колхидское царство.
В VI веке до н. э. Скилак по порядку перечисляет племена черноморского побережья Кавказа, а именно синдов, керкетов, торетов, гениохов, кораксов, меланхленов, гелонов, и за ними упоминает колхов:

Колхида и Иберия в 600-150 годах до нашей эры

Впервые название Колхида встречается в трудах древнегреческого драматурга, отца европейской трагедии Эсхила (VI-V в. до н.э.) и у знаменитого лирического поэта Пиндара (VI-V в. до н.э.).
Колхида начала формироваться в эпоху Великой греческой колонизации, когда эта территория стала центром торговли и обмена культурными атрибутами. Это способствовало распространению греческой культуры и искусства.
Греки компактно обосновались на этих территориях, создавая колонии, которые стали важными центрами торговли и культуры, включая: Питиунт (современная Пицунда), Диоскуриада (современный Сухуми), Гюэнос (современный Очамчира), Фасис (современный Поти), Несис, Апсарос, Ризея (современная Ризе в Турции)
Древнегреческий мореплаватель и географ Скилак Кариандский так описывает там расположенных греческих городов-полисов:

«Колхи. А за этими колхи и полис Диоскуриада, и греческий полис Гиэнос, и река Гиэнос, и река Херобий, река Хоре, река Арий, река Фасис и греческий полис Фасис, и дорога вверх по реке 180 стадиев в большой варварский город, откуда была Медея; там есть река Рис, река Йсис, река Лайстов, река Апсар.
Бидзеры. После же колхов живут бидзеры и река дааранов и река ариев.»
Археологические находки в таких местах, как Вани и Поти, подтверждают древние связи между регионами. Раскопки выявили остатки греческих и местных культур, включая храмы, могильники и предметы быта, что свидетельствует о высоком уровне торговли и развитии искусства. Хотя у местных племён существовали свои традиции и образ жизни, они не могли сопоставиться с возможностями и масштабом влияния греческих колоний. Кроме того, важно подчеркнуть, что колхи представляли собой бесписьменную культуру, и ни один город ими не был основан на их территории. Таким образом, Колхиду следует рассматривать исключительно как часть греческой колониальной сети, в рамках которой происходила культурная интеграция, обогащая как местное население, так и саму греческую цивилизацию.
Известно также, что колхи находились в слабой связи с Парфянским царством; впоследствии были покорены Митридатом, а после его падения попали под власть Римской империи.
В последующие времена Колхида, известная более под названием Лазика или Эгриси, входила в состав различных грузинских государств. Колхи сыграли важную роль в формировании единой грузинской нации.
В настоящее время прямыми потомками колхов являются Мегрелы и лазы, также потомками колхов считаются имеретинцы, аджарцы и гурийцы (у которых есть также иберийская кровь).

## В мифологии
Первые сведения о Колхиде известны ещё из древнегреческих мифов, в частности, из мифа об аргонавтах — путешественниках на корабле «Арго». Согласно мифу, за поколение до Троянской войны аргонавты отправились морем из Иолка (Фессалия) в Колхиду. Предводительствовал в этом походе Ясон, на которого царь Пелий возложил поручение добыть в Колхиде Золотое руно.
Как создалось «Золотое руно»:

ФРИКС И ГЕЛЛА В древнем Минийском Орхомене в Беотии правил сын бога ветра Эола, царь Афамант. Двое детей было у него от богини облаков Нефелы — сын Фрикс и дочь Гелла. Изменил Нефеле Афамант и женился на дочери Кадма, Ино. Невзлюбила Ино детей от первого брака своего мужа и замыслила погубить их. Она уговорила орхоменянок иссушить семена, заготовленные для посева. Засеяли орхоменяне поля иссушенными семенами, но ничего не взошло на их всегда плодородных нивах. Грозил голод орхоменянам. Тогда решил Афамант послать посольство в священные Дельфы, чтобы вопросить оракула стреловержца Аполлона о причине бесплодия нив. Коварная Ино подкупила послов, и они, вернувшись из Дельф, принесли ложный ответ оракула.

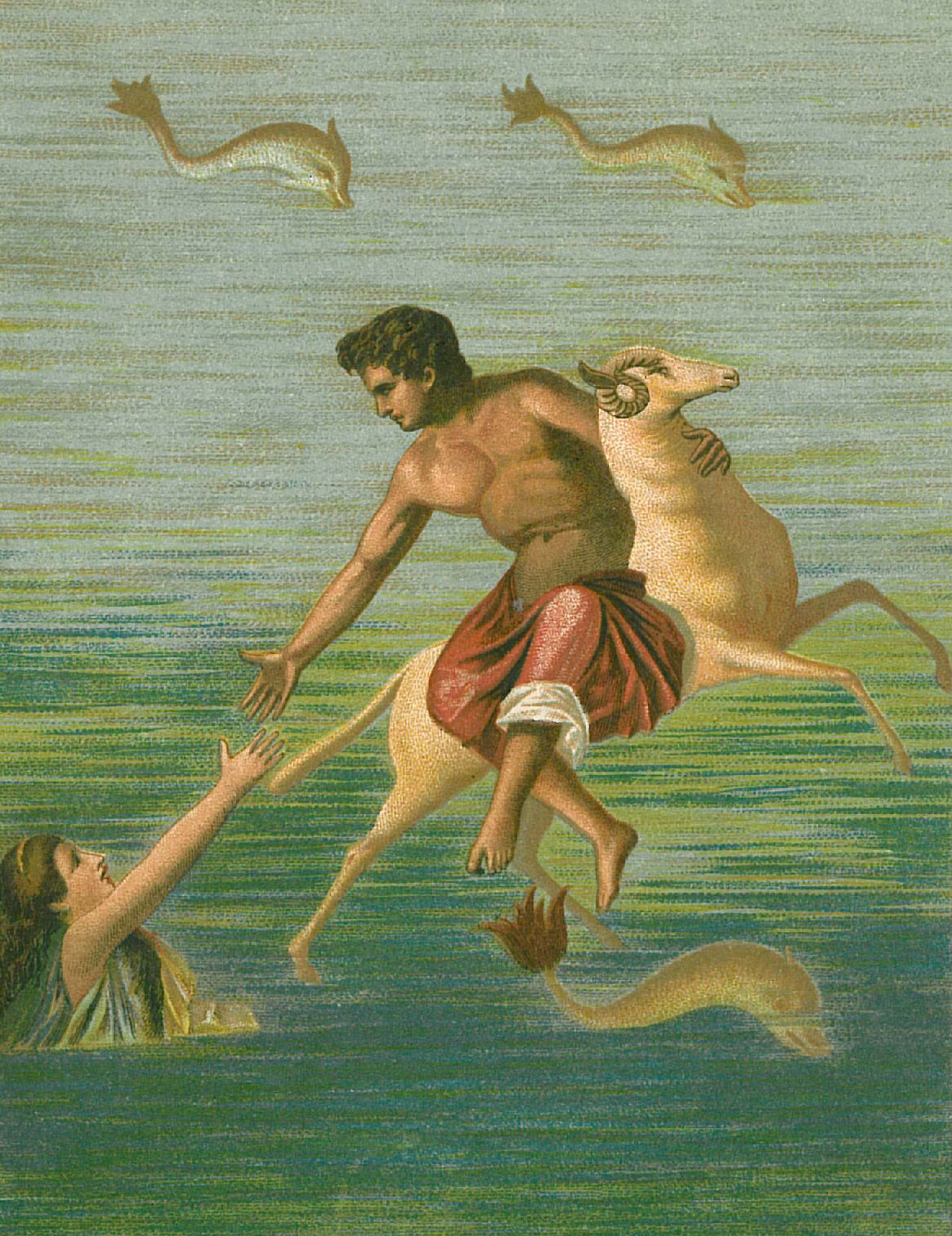
Фрикс на спине Золотого Овна и Гелла, соскользнувшая с Агнца в море

— Вот какой ответ дала прорицательница пифия, — говорили Афаманту подкупленные послы. — Принеси в жертву богам твоего сына Фрикса, и вернут боги плодородие нивам. Афамант, чтобы избежать великого бедствия, грозившего Орхомену, решил пожертвовать своим любимым сыном. Торжествовала Ино: удался её план погубить Фрикса. Все было уже готово для жертвоприношения. Пасть под ножом жреца должен был юный Фрикс, но вдруг явился златорунный овен, дар бога Гермеса. Послала овна мать Фрикса, богиня Нефела, чтобы спасти своих детей. Сели на златорунного овна Фрикс с сестрой своей Геллой, и овен понес их по воздуху далеко на север.
Быстро несся овен. Далеко внизу расстилались поля и леса, и серебром извивались между ними реки. Выше гор несётся овен. Вот и море. Несётся над морем овен. Испугалась Гелла, от страха не может она держаться на овне. Упала в море Гелла, и поглотили её вечно шумящие морские волны. Не мог спасти Фрикс сестру. Погибла она. С той поры море, где погибла Гелла, стало называться Геллеспонтом (море Геллы; современный пролив Дарданеллы).
Все дальше и дальше несся овен с Фриксом и спустился, наконец, на берегах Фасиса в далекой Колхиде, где правил сын бога Гелиоса, волшебник Эет.
Воспитал Эет Фрикса, а когда он возмужал, женил его на дочери своей Халкиопе. Золотого же овна, спасшего Фрикса, принесли в жертву великому тучегонителю Зевсу. Золотое руно овна Эет повесил в священной роще бога войны Ареса. Сторожить руно должен был ужасный, извергающий пламя дракон, никогда не смыкавший сном своих глаз.

Молва об этом золотом руне распространилась по всей Греции. Знали потомки Афаманта, отца Фрикса, что спасение и благоденствие их рода зависят от обладания руном, и хотели любой ценой добыть его.— Легенды и мифы древней Греции (ил.) Кун Николай Альбертович

## В античной и средневековой литературе
По мнению Прокопия Кесарийского, народ лазы соответствует колхам из античных источников. Он же указывает, что другие авторы отождествляют колхов с чанами, которые родственны лазам, но во времена Прокопия чаны жили вдали от моря. Если во времена Прокопия лазы и чаны были родственными племенами, в настоящее время различие между этими терминами утрачено, оба считаются синонимами.